# Fernando Pinto
Fernando Pinto (* um 1940) ist ein portugiesischer Badmintonspieler.

## Karriere
Fernando Pinto siegte 1964 erstmals bei den nationalen Titelkämpfen in Portugal. Weitere Titelgewinne folgten 1965 und 1966. 1965, 1966 und 1967 siegte er auch bei den Portugal International.

## Sportliche Erfolge
| Saison | Veranstaltung                   | Disziplin    | Platz | Name                             |
| ------ | ------------------------------- | ------------ | ----- | -------------------------------- |
| 1964   | Portugal: Einzelmeisterschaften | Herrendoppel | 1     | Fernando Pinto / Pinto Alves     |
| 1965   | Portugal International          | Mixed        | 1     | Fernando Pinto / Peggy Brixhe    |
| 1965   | Portugal International          | Herrendoppel | 1     | Fernando Pinto / Vitor P. Alves  |
| 1965   | Portugal: Einzelmeisterschaften | Mixed        | 1     | Fernando Pinto / Peggy Brixhe    |
| 1966   | Portugal International          | Herrendoppel | 1     | Fernando Pinto / Pinto Alves     |
| 1966   | Portugal: Einzelmeisterschaften | Herrendoppel | 1     | Fernando Pinto / Vitor Da Costa  |
| 1967   | Portugal International          | Herrendoppel | 1     | Fernando Pinto / Francisco Lemos |